# Arrenga lluent
La arrenga lluent (Myophonus melanurus) és una espècie d'ocell paseriforme de la família dels muscicàpids endèmica de les muntanyes Barisan de Sumatra. Habita els boscos tropicals i subtropicals de frondoses humits de l'estatge montà. El seu estat de conservació es considera de risc mínim.